# Interliga (ragbi) 2008./09.
Interliga je ragbijaško ligaško natjecanje najboljih klubova iz središnje/jugoistočne Europe. 

## Natjecateljski sustav
Igra se po liga-sustavu. Bodovanje je: 4 boda za pobjedu, 2 za neriješeno, a 0 za poraz. Pobijedi li se protivnika s 4 ili više od 4 postignutih polaganja, dobiva se dodatni bod; za poraz sa 7 ili manje poena, dobiva se dodatni bod.
Rezultati iz hrvatskog prvenstva 2008./09. važe i kao rezultati za ovu ligu.

## Sudionici
Sudionici Interlige za sezonu 2008/09. su:
- Nada iz Splita
- Zagreb
- Mladost iz Zagreba
- Makarska rivijera iz Makarske
- Ljubljana
- Olimpija iz Ljubljane

## Rezultati
- 1. kolo

13. rujna

Nada - Makarska rivijera odgođeno

Zagreb - Mladost 18:13 (10:3)

- 2. kolo

17. rujna

Nada - Mladost 105:0 (36:0)

Ljubljana – Makarska rivijera odgođeno 

Zagreb – Olimpija 38:3

- 3. kolo

27. rujna

Nada - Ljubljana

Makarska rivijera - Zagreb

Mladost - Olimpija
Rezultati iz nacionalnih prvenstava se prenose u ovu ligu.